# Trophée des champions 2023 (Sénégal)
L'édition 2023 du Trophée des champions est la 10e édition du Trophée des champions et se déroule en octobre 2023.
Le match oppose la Génération Foot, vainqueur du Championnat du Sénégal 2022-2023, au Teungueth FC, vainqueur de la coupe de la ligue.

## Match
Les règles du match sont les suivantes : la durée de la rencontre est de 90 minutes, puis, en cas de match nul, les deux équipes se départagent directement lors d'une séance de tirs au but.
|  |  |  |  |

|  |  |  |  |

|  |  |  |  |

|  |  |  |  |